# Pendant
En pendant (udtale: [pɑˈdɑː]?) er noget (egnet) modsvarende, et supplement, eller modpart. Ordet er af fransk oprindelse og betyder modstykke. Det franske ord pendre er afledt fra det latinske ord pendere ("hænge") tilbage, heraf er pendler også afledt.
I malerkunst laves der kunstværker med en passende modstykke. De er elsket blandt kunstsamlere.
En pendant kan også være et smykke som for eksempel en halskæde der har to små billeder.
| Sprog | Spire Denne artikel om sprog er en spire som bør udbygges. Du er velkommen til at hjælpe Wikipedia ved at udvide den. |